# مسار الإياب الحر

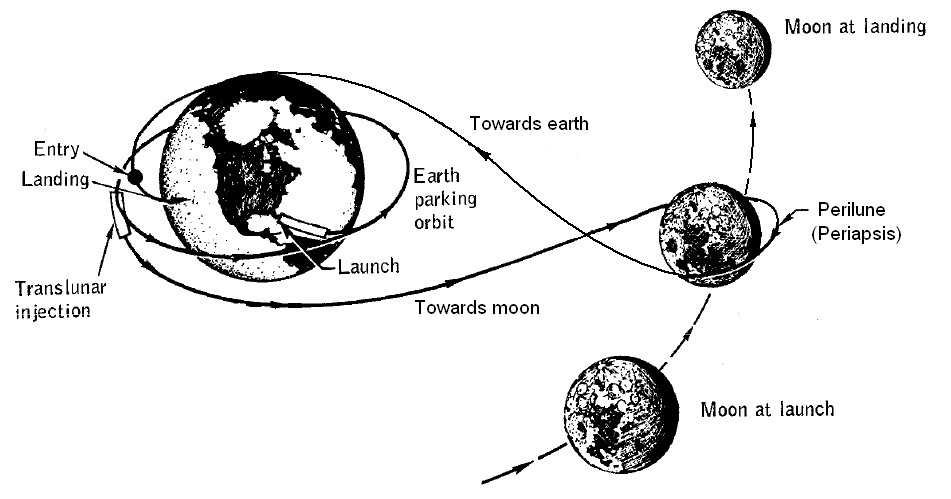
رسم لمسار الإياب الحر حول القمر (الرسم غير قياسي)، صُمم المسار بناءً على الإطار المرجعي الدوراني الذي يدور مع القمر. (تظهر حركة القمر في الرسم للتوضيح فقط).

مسار الإياب الحر (بالإنكليزية: Free-return trajectory)، في الميكانيكا المدارية، يعتبر مسار الإياب الحر مسارًا لمركبة فضائية تتحرك بعيدًا عن الجرم الرئيسي (الأرض على سبيل المثال)، بينما تسبب الجاذبية الخاصة بجرم ثانوي (القمر على سبيل المثال) عودة المركبة الفضائية مرةً أخرى إلى الجرم الرئيسي دون الحاجة إلى استخدام الدفع (ومن هنا جاء مصطلح الحر).
صُمم العديد من مسارات الإياب الحر لتتقاطع مع الغلاف الجوي للأرض؛ ومع ذلك، توجد نسخ دورية من هذه المسارات، والتي تمر بالقرب من الأرض والقمر عند نقطتي حضيض ثابتتين، واقتُرحت هذه النسخ للمركبات الفضائية الدورية.

## الأرض-المريخ
يمكن تصميم مدار انتقالي مع الإياب الحر إلى كوكب المريخ أيضًا. ومثل القمر، يعتبر هذا الخيار متاحًا على الأغلب في البعثات المأهولة. يناقش روبرت زوبرين، في كتابه قضية المريخ، مسارات متنوعة إلى المريخ للتصميم الذي وضعه للبعثة مارس دايركت. يمكن جعل مدار هوهمان الانتقالي مدار إياب حر. ستستغرق الرحلة 250 يومًا (0.68 عام) للوصول إلى المريخ، وفي حالة إلغاء المهمة باستخدام مسار الإياب الحر للعودة من المريخ دون استخدام الدفع، ستستغرق الرحلة عامًا ونصف للعودة إلى الأرض، وسيكون إجمالي دلتا v للرحلة 3.34 كيلومتر لكل ثانية. يؤيد زوبرين استخدام مدار انتقالي أكثر سرعةً، والذي يستغرق 180 يومًا فقط إلى المريخ، ولكنه سيستغرق عامين للعودة إلى الأرض في حالة إلغاء المهمة. يأتي هذا المسار أيضًا بدلتا v أعلى من المسار السابق، إذ تبلغ 5.08 كيلومتر لكل ثانية. كتب زوبرين أن المسارات الأسرع تتطلب دلتا v أعلى بشكل كبير، مع زيادة مدة الإياب الحر، فعلى سبيل المثال، يتطلب الوصول إلى المريخ خلال 130 يومًا دلتا v بمقدار 7.93 كيلومتر لكل ثانية مع إياب حر بمدة 4 سنوات، ولذلك أيد زوبرين المسار الانتقالي الذي يستغرق 180 يومًا. يعتبر الإياب الحر أيضًا جزءًا من مجموعة متنوعة من التصميمات الأخرى للبعثات الفضائية، مثل بعثة مارس سيمي دايركت وبعثة انسبيريشن مارس.
يوجد أيضًا خيار يوفر الإياب الحر بمدة عامين أو ثلاثة أعوام، والذي لا يعتمد على جاذبية كوكب المريخ، إذ إنها ستكون مدارات انتقاليةً بفترات تصل إلى عامين أو عام ونصف على الترتيب. وهذا يعني أن مدار الإياب الحر الأول سيبدأ من الأرض إلى المريخ ثم العودة مرةً أخرى إلى الأرض (بعد إلغاء المهمة عند المريخ) خلال عامين فقط. سيكون مسار الدخول (وهو مجموعة من زوايا مسارات المركبة) عبر الغلاف الجوي للهبوط على المريخ محدودًا، وأثبتت التجارب السابقة أنه من الصعب تثبيت زاوية المسار (على سبيل المثال -/+ 0.5 درجة). ويقيد هذا دخول الغلاف الجوي للمريخ عند سرعات أقل من 9 كيلومتر لكل ثانية فقط. وعلى هذا الافتراض، لن يكون مسار الإياب الحر بمدة عامين ممكنًا لبضع سنوات، وخلال هذه الفترة، يمكن أن نحتاج إلى زيادة دلتا v من 0.6 إلى 2.7 كيلومتر لكل ثانية عند المريخ للعودة إلى الأرض.
نشرت ناسا معمارية التصميم المرجعية 5.0 للمريخ في عام 2009، مؤيدةً فيها الانتقال إلى المريخ خلال 174 يومًا، وهي مدة قريبة من المسار الذي اقترحه زوبرين. تضم المعمارية استخدام دلتا v بمقدار 4 كيلومترات لكل ثانية تقريبًا للدخول في المدار المريخي الانتقالي، ولكن لم تذكر هذه المعمارية مدة الإياب الحر إلى الأرض.